# マゴ2世
マゴ2世は紀元前396年から紀元前375年までのカルタゴ王（スフェス）で、マゴ家の一員である（航海者ハンノの甥）。紀元前396年にヒミルコ2世が敗戦の責任をとって自決したためその後を継ぎ、紀元前375年にマゴ3世が彼の後を継いだ。
彼の治世は第二次シケリア戦争の只中であり、前任者のヒミルコ2世は第一次シュラクサイ包囲戦でシュラクサイの僭主ディオニュシオス1世に敗北していた。ヒミルコはシュラクサイから撤退する際にリビュア兵を置き去りにしたために、リビュア人はカルタゴに対して反乱を起こしていた。マゴはそれを鎮圧した後に、同盟関係にあったシケリア先住民であるシケル人を犠牲にしてシュラクサイと講和した。
彼の治世の終わり頃、再びディオニュシオスとの間に戦争が起こり、マゴはカバラの戦いに敗北、戦死した。息子のマゴ3世が後を継ぎ、クロニウム山の戦いでディオニュシオスに大勝した。